# Oscar Micheaux
Oscar Devereaux Micheaux (2 de janeiro de 1884 – 25 de março de 1951) foi um escritor, diretor e produtor independente americano. Produziu mais de 44 filmes - mudos e sonoros - em associação com a Lincoln Motion Picture Company. Embora tenha tido curta duração, a Lincoln foi a primeira empresa cinematográfica controlada por cineastas negros.
Micheaux é considerado o primeiro grande cineasta afro-americano. Foi um proeminente  produtor de filmes raciais e é descrito como "o cineasta afro-americano de maior sucesso da primeira metade do século XX".

## Juventude e educação
Micheaux nasceu em uma fazenda em Metropolis, Illinois, em 2 de janeiro de 1884. Ele foi o quinto filho de Calvin S. e Belle Michaux, que tiveram um total de 13 filhos. Em seus últimos anos, Micheaux adicionou um "e" ao seu sobrenome. Seu pai nasceu escravo em Kentucky. Por causa de seu sobrenome, a família de seu pai parece ter sido escravizada por colonos descendentes de franceses. Refugiados huguenotes franceses se estabeleceram na Virgínia em 1700; seus descendentes levaram escravos para o oeste quando migraram para o Kentucky após a Guerra Revolucionária Americana.
Em seus últimos anos, Micheaux escreveu sobre a opressão social que experimentou quando era menino. Seus pais se mudaram para a cidade para que os filhos pudessem receber uma educação melhor. Micheaux frequentou uma escola bem estabelecida por vários anos antes de a família ter problemas financeiros e ser forçada a retornar à fazenda. O descontente Micheaux tornou-se rebelde e suas lutas causaram problemas em sua família. Seu pai não estava feliz com ele e o mandou embora para fazer marketing na cidade. Micheaux encontrou prazer neste trabalho porque foi capaz de falar com muitas pessoas novas e aprendeu habilidades sociais que mais tarde refletiria em seus filmes.
Quando Micheaux tinha 17 anos, mudou-se para Chicago para morar com o irmão mais velho, que então trabalhava como garçom. Micheaux ficou insatisfeito com o que considerava a maneira de seu irmão viver "a boa vida". Alugou casa própria e encontrou trabalho nos currais, o que achou difícil. Ele mudou dos pátios de estocagem para as siderúrgicas, mantendo muitos empregos diferentes.
Depois de ser "roubado em dois dólares" por uma agência de empregos, Micheaux decidiu se tornar seu próprio patrão. Seu primeiro negócio foi uma barraca de engraxate, que ele montou em uma rica barbearia afro-americana, longe da concorrência de Chicago. Ele aprendeu as estratégias básicas de negócios e começou a economizar dinheiro. Ele se tornou assistente de vagões nas principais ferrovias, na época considerado um emprego de prestígio para os afro-americanos porque era relativamente estável, bem pago e seguro, e permitia viagens e interação com novas pessoas. Este trabalho foi uma educação informal para Micheaux. Ele lucrou financeiramente e também obteve contatos e conhecimento sobre o mundo através de viagens, além de um maior entendimento dos negócios. Quando deixou o cargo, ele tinha visitado grande parte dos Estados Unidos, tinha alguns milhares de dólares economizados em sua conta bancária e fez vários contatos com brancos ricos que o ajudaram em seus empreendimentos futuros.
Micheaux mudou-se para Condado de Gregory, Dakota do Sul, onde comprou terras e trabalhou como homesteader. Essa experiência inspirou seus primeiros romances e filmes. Seus vizinhos na fronteira eram predominantemente operários brancos. "Alguns lembram que [Micheaux] raramente se sentava à mesa com seus vizinhos operários brancos." Os anos de Micheaux como homesteader permitiram-lhe aprender mais sobre as relações humanas e a agricultura. Enquanto trabalhava na agricultura, Micheaux escreveu artigos e os submeteu à imprensa. O Chicago Defender publicou um de seus primeiros artigos. Sua propriedade faliu e ele foi forçado a vendê-la em 1911. No ano seguinte, ele começou sua carreira editorial quando a Woodruff Press de Lincoln, Nebraska publicou The Conquest. Ele começou a trabalhar em um segundo livro, The Forged Note, e de 1914 a 1918 viajou entre Lincoln, Condado de Gregory e Sioux City, Iowa, divulgando seu trabalho. Enquanto estava em Sioux City, ele morou e foi influenciado pelo bairro da West 7th Street, onde a comunidade afro-americana da cidade tinha uma forte presença.

## Carreira de escritor e cinema

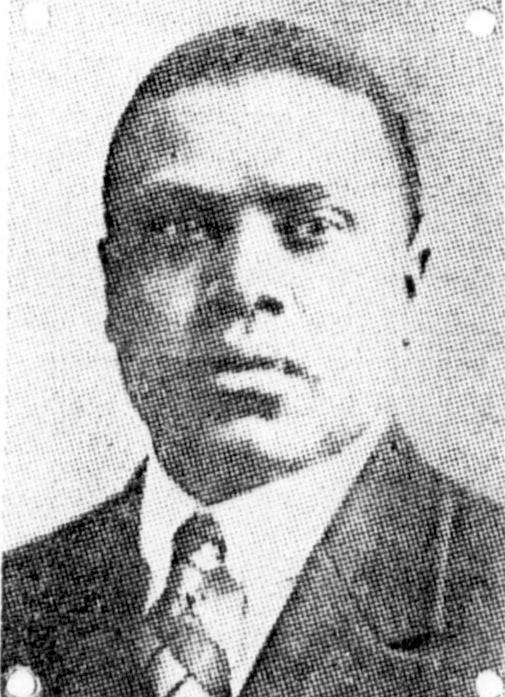
Micheaux em 1919

Micheaux decidiu se concentrar na escrita e, eventualmente, no cinema, uma nova indústria. Ele escreveu sete romances.
Em 1913, foram impressos 1.000 exemplares de seu primeiro livro, The Conquest: The Story of a Negro Pioneer. Ele publicou o livro anonimamente, por razões desconhecidas. Ele baseou-se em suas experiências como homesteader e no fracasso de seu primeiro casamento e foi em grande parte autobiográfico. Embora os nomes dos personagens tenham sido alterados, o protagonista se chama Oscar Devereaux. O seu tema era sobre os afro-americanos perceberem o seu potencial e terem sucesso em áreas onde não sentiam que poderiam. O livro descreve a diferença entre o estilo de vida dos negros na cidade e a vida que ele decidiu levar como um negro solitário no extremo oeste como pioneiro. Ele discute a cultura dos realizadores que querem realizar e daqueles que se vêem como vítimas da injustiça e da desesperança e que não querem tentar ter sucesso, mas, em vez disso, gostam de fingir que têm sucesso enquanto vivem o estilo de vida urbano na pobreza. Ele ficou frustrado por conseguir que alguns membros de sua raça povoassem a fronteira e fizessem algo por si mesmos, com trabalho real e investimentos imobiliários. Ele escreveu mais de 100 cartas para colegas negros no Oriente, acenando-lhes para virem para o Ocidente, mas apenas seu irmão mais velho acabou seguindo seu conselho. Uma das crenças fundamentais de Micheaux era que o trabalho árduo e o empreendimento fariam com que qualquer pessoa ganhasse respeito e proeminência, independentemente da sua raça.
Em 1918, seu romance The Homesteader, dedicado à sua mãe, atraiu a atenção de George Johnson, o gerente da Lincoln Motion Picture Company em Los Angeles. Depois que Johnson se ofereceu para transformar The Homesteader em um novo longa-metragem, as negociações e a papelada tornaram-se desarmônicas. Micheaux queria estar diretamente envolvido na adaptação de seu livro para o cinema, mas Johnson resistiu e nunca produziu o filme.
Em vez disso, Micheaux fundou a Micheaux Film & Book Company de Sioux City; seu primeiro projeto foi a produção de The Homesteader como longa-metragem. Micheaux teve uma carreira importante como produtor e diretor de cinema: produziu mais de 40 filmes, que atraíram o público nos Estados Unidos e também internacionalmente. Micheaux contatou ricos contatos acadêmicos de sua carreira anterior como carregador e vendeu ações de sua empresa por US$ 75 a US$ 100 por ação. Micheaux contratou atores e atrizes e decidiu fazer a estreia em Chicago. O filme e Micheaux receberam muitos elogios dos críticos de cinema. Um artigo atribuiu a Micheaux "um avanço histórico, uma conquista digna e respeitável". Alguns membros do clero de Chicago criticaram o filme como difamatório. The Homesteader ficou conhecido como o filme de estreia de Micheaux; isso o ajudou a se tornar amplamente conhecido como escritor e cineasta.
Além de escrever e dirigir seus próprios filmes, Micheaux também adaptou obras de diversos escritores para seus filmes mudos. Muitos de seus filmes foram abertos, contundentes e instigantes sobre certas questões raciais da época. Certa vez, ele comentou: "É somente apresentando as partes da raça retratadas em meus filmes, à luz e ao pano de fundo de seu verdadeiro estado, que poderemos elevar nosso povo a alturas maiores." As dificuldades financeiras durante a Grande Depressão tornaram impossível para Micheaux continuar produzindo filmes, e ele voltou a escrever.

## Filmes
O primeiro romance de Micheaux, The Conquest, foi adaptado para o cinema e renomeado The Homesteader. Este filme, que obteve sucesso comercial e de crítica, foi lançado em 1919. Ele gira em torno de um homem chamado Jean Baptiste, chamado Homesteader, que se apaixona por muitas mulheres brancas, mas resiste a se casar com uma por lealdade a sua raça. Baptiste sacrifica o amor para ser um símbolo fundamental para seus companheiros afro-americanos. Ele procura o amor entre seu próprio povo e se casa com uma mulher afro-americana. As relações entre eles se deterioram. Eventualmente, Baptiste não tem permissão para ver sua esposa. Ela mata o pai por mantê-los separados e comete suicídio. Baptiste é acusado do crime, mas acaba sendo inocentado. Um antigo amor o ajuda em seus problemas. Depois que ele descobre que ela é mulata e, portanto, parte africana, eles se casam. Este filme trata extensivamente das relações raciais.
O segundo filme mudo de Micheaux foi Within Our Gates, produzido em 1920. Embora às vezes considerado sua resposta ao filme The Birth of a Nation, Micheaux disse que o criou de forma independente como uma resposta à instabilidade social generalizada após a Primeira Guerra Mundial. Within Our Gates girava em torno da personagem principal, Sylvia Landry, uma professora mestiça interpretada pela atriz Evelyn Preer. Em um flashback, Sylvia é mostrada crescendo como filha adotiva de um meeiro. Quando seu pai confronta o proprietário branco por causa de dinheiro, uma briga começa. O proprietário é baleado por outro homem branco, mas o pai adotivo de Sylvia é acusado e linchado junto com sua mãe adotiva.
Sylvia quase é estuprada pelo irmão do proprietário, mas descobre que ele é seu pai biológico. Micheaux sempre descreve os afro-americanos como sendo sérios e buscando o ensino superior. Antes da cena do flashback, vemos que Sylvia viaja para Boston em busca de financiamento para sua escola, que atende crianças negras. Eles são mal atendidos pela sociedade segregada. Em sua jornada, ela é atropelada pelo carro de uma mulher branca e rica. Ao saber da causa de Landry, a mulher decide doar US$ 50 mil para sua escola.
No filme, Micheaux retrata pessoas educadas e profissionais da sociedade negra como de pele clara, representando o status de elite de algumas das pessoas mestiças que constituíam a maioria dos afro-americanos livres antes da Guerra Civil. As pessoas pobres são representadas como de pele escura e com ascendência africana mais pura. Pessoas mestiças também aparecem como alguns dos vilões. O filme se passa na era Jim Crow. Comparou as experiências dos afro-americanos que permaneceram nas áreas rurais e de outros que migraram para as cidades e se urbanizaram. Micheaux explorou o sofrimento dos afro-americanos nos dias atuais, sem explicar como a situação surgiu na história. Alguns temiam que este filme causasse ainda mais inquietação na sociedade, e outros acreditavam que abriria os olhos do público para o tratamento injusto dos negros pelos brancos. Os protestos contra o filme continuaram até o dia em que foi lançado. Devido ao seu status controverso, o filme foi banido de alguns cinemas.
Micheaux adaptou duas obras de Charles W. Chesnutt, que lançou sob seus títulos originais: The Conjure Woman (1926) e The House Behind the Cedars (1927). Este último, que tratava de questões de raça mista e passabilidade, criou tanta polêmica quando revisado pelo Film Board of Virginia que foi forçado a fazer cortes para que fosse exibido. Ele refez esta história como filme sonoro em 1932, lançando-o com o título Veiled Aristocrats. Acredita-se que a versão muda do filme tenha sido perdida.

## Temas
Os filmes de Micheaux foram feitos durante uma época de grandes mudanças na comunidade afro-americana. Seus filmes apresentavam a vida negra contemporânea. Ele tratou das relações raciais entre negros e brancos e dos desafios que os negros enfrentam ao tentar alcançar o sucesso na sociedade em geral. Seus filmes foram usados para se opor e discutir a injustiça racial sofrida pelos afro-americanos. Tópicos como linchamento, discriminação no trabalho, estupro, violência popular e exploração econômica foram retratados em seus filmes. Esses filmes também refletem suas ideologias e experiências autobiográficas.
Micheaux procurou criar filmes que contrariassem as representações negativas de afro-americanos em filmes de produtores brancos, que traficavam estereótipos degradantes. Ele criou personagens complexos de diferentes classes. Os seus filmes questionaram o sistema de valores das sociedades afro-americanas e euro-americanas, o que gerou controvérsia com a imprensa e os censores estatais.

## Estilo
A crítica Barbara Lupack descreveu Micheaux como alguém que busca moderação em seus filmes e cria um "cinema de classe média". Suas obras foram projetadas para atrair o público das classes média e baixa.
Micheaux disse:
Os meus resultados... podem ter sido por vezes limitados, talvez devido a certas situações limitadas, que me esforcei por retratar, mas nessas situações limitadas, a verdade era a característica predominante. É somente apresentando as partes da raça retratadas nas minhas imagens, à luz e ao fundo do seu verdadeiro estado, que poderemos elevar o nosso povo a alturas maiores. Estou demasiado imbuído do espírito de Booker T. Washington para enxertar falsas virtudes em nós mesmos, para nos tornarmos aquilo que não somos.

## Morte

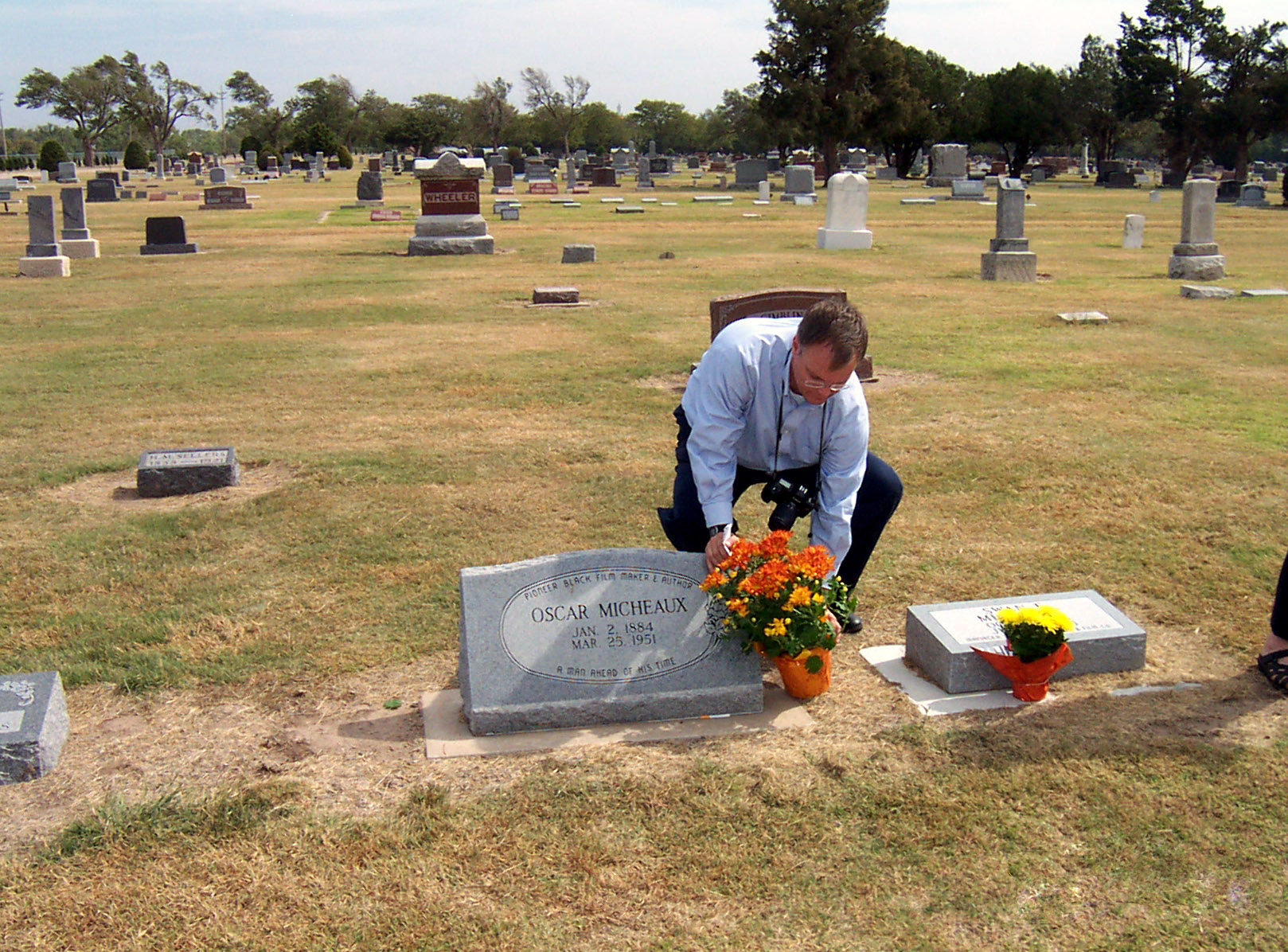
Túmulo de Oscar Micheaux em Great Bend sendo decorado durante o festival Oscar Micheaux de 2005.

Micheaux morreu em 25 de março de 1951 aos 67 anos, em Charlotte, Carolina do Norte, de insuficiência cardíaca. Ele foi enterrado no Cemitério Great Bend em Great Bend, Kansas, o lar de sua juventude. Sua lápide diz: “Um homem à frente de seu tempo”.

## Vida pessoal
Na Dakota do Sul, Micheaux casou-se com Orlean McCracken. A família dela provou ser complexa e onerosa para Micheaux. Insatisfeito com a situação de moradia, Orlean sentiu que Micheaux não prestava atenção suficiente nela. Ela deu à luz enquanto ele estava fora a negócios e teria esvaziado suas contas bancárias e fugido. O pai de Orlean vendeu a propriedade de Micheaux e pegou o dinheiro da venda. Após seu retorno, Micheaux tentou, sem sucesso, recuperar Orlean e suas propriedades. Casou-se com Alice B. Russell em 1926. Oscar e Alice permaneceram casados até a morte dele.

## Legado e honras
- A Oscar Micheaux Society da Universidade Duke continua a homenagear seu trabalho e a educar sobre seu legado.[3]
- Em 1987, Micheaux foi reconhecido com uma estrela na Calçada da Fama de Hollywood.
- 1989, o Directors Guild of America homenageou Micheaux[10] com um Prêmio Especial do Jubileu de Ouro.
- O Sindicato dos Produtores da América criou um prêmio anual em seu nome.[10]
- Em 1989, o Black Filmmakers Hall of Fame concedeu-lhe um prêmio póstumo.[10]
- Gregory, Dakota do Sul, realiza anualmente o Oscar Micheaux Film Festival.
- Em 2001, Oscar Micheaux Golden Anniversary Festival (24 a 25 de março) Great Bend, Kansas
- Em 2002, o estudioso Molefi Kete Asante incluiu Oscar Micheaux em sua lista dos 100 Greatest African Americans.[11]
- Em 22 de junho de 2010, o Serviço Postal dos Estados Unidos emitiram um selo comemorativo Oscar Micheaux de 44 centavos.[12]
- Em 2011, o Taubman Museum of Art em Roanoke, Virgínia, criou uma categoria para doadores, a Micheaux Society, em homenagem a Micheaux.[13]
- Midnight Ramble: Oscar Micheaux and the Story of Race Movies (1994) é um documentário cujo título se refere à prática do início do século XX de alguns cinemas segregados exibirem filmes para o público afro-americano apenas nas matinês e à meia-noite. O documentário foi produzido por Pamela Thomas, dirigido por Pearl Bowser e Bestor Cram, e escrito por Clyde Taylor. Foi exibido pela primeira vez no programa da PBS The American Experience em 1994 e lançado em 2004.
- Em 2019, o filme Body and Soul de Micheaux foi selecionado pela Biblioteca do Congresso para preservação no National Film Registry por ser "culturalmente, historicamente ou esteticamente significativo".[14]
- O Prêmio Oscar Micheaux de excelência foi estabelecido.
- O Museu da Academia de Artes Cinematográficas tem uma exposição dedicada às suas obras.[15][16]

### The Czar of Black Hollywood
Em 2014, a Block Starz Music Television lançou The Czar of Black Hollywood, um documentário que narra o início da vida e carreira de Oscar Micheaux usando imagens, fotos, ilustrações e músicas antigas arquivadas da Biblioteca do Congresso. O filme foi anunciado pelo apresentador de rádio americano Tom Joyner em seu programa nacionalmente sindicado, The Tom Joyner Morning Show, como parte de um "Fato pouco conhecido da história negra" em Micheaux. Em uma entrevista ao The Washington Times, o cineasta Bayer Mack disse que leu a biografia Oscar Micheaux: The Great and Only de Patrick McGilligan de 2007 e se inspirou para produzir The Czar of Black Hollywood porque a vida de Micheaux refletia a sua. Mack disse ao The Huffington Post que ficou chocado porque, apesar do significado histórico de Micheaux, não havia "virtualmente nada sobre [sua] vida". A produtora executiva do filme, Frances Presley Rice, disse ao Sun Sentinel que Micheaux foi o primeiro "produtor de cinema independente". Em 2018, Mack foi entrevistado pelo site de notícias Mic para seu "Black Monuments Project", que nomeou Oscar Micheaux como um dos 50 afro-americanos merecedores de uma estátua. Ele disse que Micheaux personificava “o melhor que todos nós somos como americanos” e que o cineasta era “uma inspiração”. Um marco histórico em Roanoke, Virgínia, comemora seu tempo vivendo e trabalhando na cidade como produtor de cinema.

## Obras

### Filmografia
- The Homesteader (1919) [Perdido]
- Within Our Gates (1920) [Sobrevive]
- The Brute (1920) [Perdido]
- The Symbol of the Unconquered (1920) [Sobrevive (incompleto)]
- The Gunsaulus Mystery (1921) [Perdido]
- The Dungeon (1922) [Perdido]
- The Hypocrite (1922) [Perdido]
- Uncle Jasper's Will (1922) [Perdido]
- The Virgin of the Seminole (1922) [Perdido]
- Deceit (1923) [Desconhecido]
- Birthright (1924) [Perdido]
- A Son of Satan (1924) [Perdido]
- Body and Soul (1925) [Sobrevive]
- Marcus Garland (1925) [Perdido]
- The Conjure Woman (1926), adaptado do romance de Charles W. Chesnutt [Perdido]
- The Devil's Disciple (1926) [Desconhecido]
- The Spider's Web (1926) [Perdido]
- The Millionaire (1927) [Perdido]
- The Broken Violin (1928) [Perdido]
- The House Behind the Cedars (1927), adaptado do romance de Charles W. Chesnutt [Perdido]
- Thirty Years Later (1928) [Perdido]
- When Men Betray (1929) [Perdido]
- The Wages of Sin (1929) [Perdido]
- Easy Street (1930) [Perdido]
- A Daughter of the Congo (1930) [Perdido]
- Darktown Revue (1931) [Sobrevive]
- The Exile (1931) [Sobrevive]
- Veiled Aristocrats (1932) [fragmentos; Sobrevive (incompleto)]
- Ten Minutes to Live (1932) [Sobrevive]
- Black Magic (1932) [Sobrevive]
- The Girl from Chicago (1932) [Sobrevive]
- Phantom of Kenwood (1933) [Sobrevive]
- Harlem After Midnight (1934) [Perdido]
- Murder in Harlem (1935) [Sobrevive]
- Temptation (1935) [Sobrevive]
- Underworld (1937) [Sobrevive]
- God's Step Children (1938) [Sobrevive]
- Swing! (1938) [Sobrevive]
- Lying Lips (1939) [Sobrevive]
- Birthright (1939) [Sobrevive]
- The Notorious Elinor Lee (1940) [Sobrevive]
- The Betrayal (1948) [Perdido]

### Livros
- The Conquest: The Story of a Negro Pioneer. Lincoln, Nebraska: Woodruff Press. 1913. ISBN 978-0803282094. OCLC 254051406
- The Forged Note. Lincoln, Nebraska: Western Book Supply Company. 1915. OCLC 2058028
- The Homesteader: A Novel. Sioux City, Iowa: Western Book Supply Company. 1917. OCLC 10616358
- The Wind from Nowhere. New York: Book Supply Company. 1941. OCLC 682477
- The Case of Mrs. Wingate. New York: Book Supply Company. 1944. OCLC 5541463
- The Story of Dorothy Stanfield. New York: Book Supply Company. 1946. OCLC 300792169
- Masquerade, a Historical Novel. New York: Book Supply Company. 1947. OCLC 300739700